# 黃耀華
黃耀華（Patrick Wong，1947年5月13日—），加拿大會計師和政治人物，2001年-05年間以卑詩自由黨黨員身份擔任卑詩省議會溫哥華堅盛頓選區議員，並曾於該黨執政期間從2004年-05年出任卑詩省移民及多元文化服務省務廳長。

## 生平
黃耀華生於香港，職業為特許會計師並曾於匯豐銀行和房屋委員會工作，1969年-74年間任職當地一間股票經紀行的助理經理。他於1970年代中遷居加拿大，在卑詩省的西門菲沙大學修讀商科，1978年從該校獲取文學士學位。他於1982年獲取卑詩省特許會計師資格，同年起於加拿大稅務局任職稅務審計師，1983年則與合夥人設立會計師事務所。他於1990年代中出任菲沙河港口局委員，1999年起則出任該局主席。
他於2001年卑詩省省選中代表卑詩自由黨競逐省議會溫哥華堅盛頓選區議席，與尋求連任的時任省長和卑詩新民主黨黨魁杜新志對壘。新民主黨當時民望低落，黃耀華亦以1684票之差擊敗杜新志當選省議員。任内黃耀華曾出任省議會公營企業及公共帳目常務委員會、執政黨黨團教育委員會和執政黨黨團多元文化委員會成員，並從2004年9月20日起出任移民及多元文化服務省務廳長。
黃耀華於2005年省選競逐連任，但在新民主黨民望回升下以1624票之差敗於該黨候選人卓樂群，此後離開選舉政治並返回其會計師事務所重操故業。
他與妻子育有四名女兒。